# تشن كوان تاي
تشن كوان تاي (بالصينية: 陳觀泰) هو ممثل صيني، ولد في 24 سبتمبر 1945 في الصين.

## وصلات خارجية
- تشن كوان تاي على موقع IMDb (الإنجليزية)
- تشن كوان تاي على موقع قاعدة بيانات الفيلم (الإنجليزية)